# Gerhard Kollewe
Gerhard Collewe ( - ) foi um oficial alemão que serviu durante a Segunda Guerra Mundial. Foi condecorado com a Cruz de Cavaleiro da Cruz de Ferro.

## Carreira

### Patentes
Major

### Condecorações
| Cruz de Ferro 2ª Classe                        |
| Cruz de Ferro 1ª Classe                        |
| Folhas de Carvalho nº 112 12 de agosto de 1942 |